# Schizothorax
Schizothorax is een geslacht van straalvinnige vissen uit de familie van Cyprinidae (Eigenlijke karpers).

## Soorten
- Schizothorax argentatus Kessler, 1874
- Schizothorax beipanensis Yang, Chen & Yang, 2009
- Schizothorax biddulphi Günther, 1876
- Schizothorax chongi (Fang, 1936)
- Schizothorax cryptolepis Fu & Ye, 1984
- Schizothorax curvilabiatus (Wu & Tsao, 1992)
- Schizothorax davidi (Sauvage, 1880)
- Schizothorax dolichonema Herzenstein, 1889
- Schizothorax dulongensis Huang, 1985
- Schizothorax edeniana McClelland, 1842
- Schizothorax elongatus Huang, 1985
- Schizothorax esocinus Heckel, 1838
- Schizothorax eurystomus Kessler, 1872
- Schizothorax gongshanensis Tsao, 1964
- Schizothorax grahami (Regan, 1904)
- Schizothorax griseus Pellegrin, 1931
- Schizothorax heterochilus Ye & Fu, 1986
- Schizothorax heterophysallidos Yang, Chen & Yang, 2009
- Schizothorax huegelii Heckel, 1838
- Schizothorax integrilabiatus (Wu et al., 1992)
- Schizothorax kozlovi Nikolskii, 1903
- Schizothorax kumaonensis Menon, 1971
- Schizothorax labiatus (McClelland, 1842)
- Schizothorax labrosus Wang, Zhuang & Gao, 1981
- Schizothorax lantsangensis Tsao, 1964
- Schizothorax lepidothorax Yang, 1991
- Schizothorax lissolabiatus Tsao, 1964
- Schizothorax longibarbus (Fang, 1936)
- Schizothorax macrophthalmus Terashima, 1984
- Schizothorax macropogon Regan, 1905
- Schizothorax malacanthus Huang, 1985
- Schizothorax meridionalis Tsao, 1964
- Schizothorax microcephalus Day, 1877
- Schizothorax microstomus Hwang, 1982
- Schizothorax molesworthi (Chaudhuri, 1913)
- Schizothorax myzostomus Tsao, 1964
- Schizothorax nasus Heckel, 1838
- Schizothorax nepalensis Terashima, 1984
- Schizothorax ninglangensis Wang, Zhang & Zhuang, 1981
- Schizothorax nudiventris Yang, Chen & Yang, 2009
- Schizothorax nukiangensis Tsao, 1964
- Schizothorax oconnori Lloyd, 1908
- Schizothorax oligolepis Huang, 1985
- Schizothorax parvus Tsao, 1964
- Schizothorax pelzami Kessler, 1870
- Schizothorax plagiostomus Heckel, 1838
- Schizothorax prenanti (Tchang, 1930)
- Schizothorax progastus (McClelland, 1839)
- Schizothorax prophylax Pietschmann, 1933
- Schizothorax raraensis Terashima, 1984
- Schizothorax richardsonii (Gray, 1832)
- Schizothorax rotundimaxillaris Wu & Wu, 1992
- Schizothorax sinensis Herzenstein, 1889
- Schizothorax skarduensis Mirza & Awan, 1978
- Schizothorax waltoni Regan, 1905
- Schizothorax wangchiachii (Fang, 1936)
- Schizothorax zarudnyi (Nikolskii, 1897)